# 1752 a tudományban
Az 1752. év a tudományban és a technikában.

## Elektromosság
- Benjamin Franklin végrehajtja híres papírsárkányos kísérletét.

## Díjak
- Copley-érem: John Pringle

## Születések
- május 11. - Johann Friedrich Blumenbach fiziológus és antropológus († 1840)
- július 7. - Joseph Marie Jacquard feltaláló († 1834)
- szeptember 18. - Adrien-Marie Legendre matematikus († 1833)

## Halálozások
- január 4. - Gabriel Cramer matematikus (* 1704)
- február 9. - Frederik Hasselquist természettudós (* 1722)
- április 10. - William Cheselden sebész (* 1688)